# Ragazza di periferia 2.0
Ragazza di periferia 2.0 è un singolo della cantante italiana Anna Tatangelo, del rapper italiano Achille Lauro e del produttore discografico Boss Doms, pubblicato il 9 novembre 2018 come secondo estratto dal settimo album in studio La fortuna sia con me.

## Descrizione
La canzone è la versione trap/remix  dell'omonimo brano del 2005, scritta da Vincenzo D'Agostino e composto da Gigi D'Alessio, classificata al terzo posto del Festival di Sanremo 2005.

### La versione trap del 2018
In seguito ad una reciproca stima fra la Tatangelo e il rapper Achille Lauro nasce una spontanea collaborazione che porta Ragazza di periferia in una nuova veste del tutto inedita. Viene totalmente stravolto l'arrangiamento e cambiato parte consistente del testo per renderla più moderna. È stato lo stesso Lauro a dichiararsi fan dell'artista e del brano stesso tanto da contattarla per proporle la collaborazione.

## Video musicale
Il video musicale, diretto da Mattia Di Tella (No Face Film), è stato pubblicato il 30 novembre 2018 attraverso il canale YouTube della cantante.

## Tracce
download digitale
1. Ragazza di periferia 2.0 – 3:30 (testo: Lauro De Marinis)